# Heavy Metal Fruit
Heavy Metal Fruit è il quattordicesimo album in studio del gruppo musicale norvegese Motorpsycho, pubblicato il 18 gennaio 2010 per la Rune Grammofon e la Stickman Records.
È stato stampato sia in formato CD che in vinile ed è il terzo album nel corso degli ultimi due anni.

## Tracce
1. Starhammer (feat. The Electric Psalmon) – 12:56 (Ryan/Sæther)
2. X-3 (Knuckleheads in Space)/The Getaway Special – 9:03 (Kapstad/Ryan/Sæther)
3. The Bomb-Proof Roll and Beyond (for Arnie Hassle) – 6:01 (Ryan/Sæther)
4. Close Your Eyes – 3:39 (Sæther)
5. W.B.A.T. – 9:43 (Sæther)
6. Gullible's Travails – 9:43 (Ryan/Sæther)

## Formazione

### Gruppo
- Bent Sæther – voce, basso, chitarre, tastiere
- Hans Magnus Ryan – voce, chitarre, tastiere
- Kenneth Kapstad – batteria

### Altri musicisti
- Mathias Eick – tromba (traccia 2)
- Hanne Hukkelberg – voce (tracce 2, 4, 5, 6)
- Kåre Vestrheim – tastiere